# Czubata (Skarżyce)

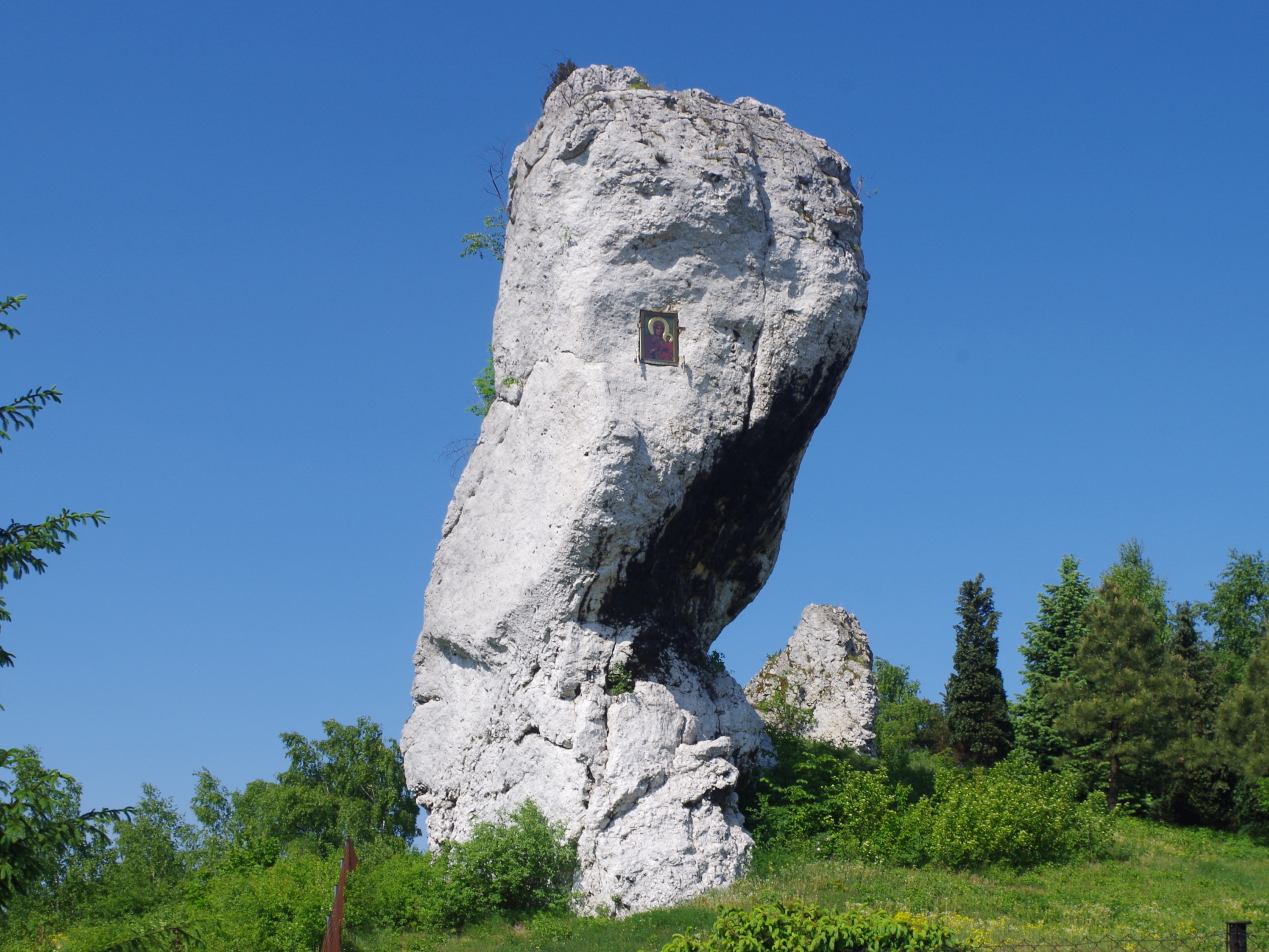

Czubata – skała w należącej do miasta Zawiercie dzielnicy Skarżyce w województwie śląskim, na obszarze Wyżyny Częstochowskiej.
Zbudowana jest z wapieni skalistych i ma postać pochylonego słupa. Znajduje się na ogrodzonym terenie prywatnym i zamontowano na niej obraz Matki Boskiej Częstochowskiej. Obok niej znajduje się druga, mniejsza skała.